# KBPS (AM)
KBPS (1450 AM) es una emisora de radio en Portland, Oregón, propiedad de las Escuelas Públicas de Portland y dirigida por estudiantes de la Escuela Secundaria Politécnica Benson. La estación tiene sede en el campus de Benson y su personal está compuesto por sus estudiantes.
Como parte de su transmisión estándar, KBPS transmite en AM estéreo.

## Historia
En mayo de 1921, la Escuela Politécnica Benson recibió licencia del gobierno para la operación de una estación de radio para una "Escuela Técnica y de Capacitación" con el distintivo de llamada 7YK.  La estación utilizaba un transmisor de chispa, limitado a transmisiones en código Morse. A principios de la década de 1920 se introdujo la radiodifusión y se hicieron arreglos para establecer una estación escolar. En marzo de 1923, el cuerpo estudiantil compró un equipo radiofónico, anteriormente utilizado por la estación KYG,  también se solicitó los estudiantes la operación de una nueva estación de transmisión, bajo la dirección del maestro Fred Brainard. 
La primera licencia de estación de radiodifusión, con las siglas KFIF, se emitió el 23 de marzo de 1923 al Instituto Politécnico Benson.  La prueba de los equipos comenzaron en abril,  seguidas de una transmisión informal de debut a las 6:00 p. m. del 4 de mayo de 1923.  Una presentación más formal, se transmitió de 9:30 a 10:30 p. m. del 9 de mayo, con discursos del director de la escuela, WF Woodward, el director de Benson, CE Cleveland, y el cuerpo estudiantil con su presidente Bill Norvell, además del canto de Marguerite Carney.  
KFIF comenzó a transmitir con una longitud de onda de 833 kHz, una longitud de onda de "entretenimiento" compartida que necesitaba la asignación de intervalos de tiempo a estaciones individuales para evitar interferencias. A finales de 1924, KFIF fue reasignada a 1210 kHz,  seguido de asignaciones a 1400 kHz en 1927,  y a 1310 kHz a inicio de 1928.  El 11 de noviembre de 1928, según lo dispuesto por la Comisión Federal de Radio, KFIF pasó a una frecuencia "local" de 1420 kHz. 
La escuela solicitó la reasignación de las letras de llamada KYG, sin embargo, la estación fue asignada aleatoriamente KFIF a partir de una lista alfabética de señales de llamada disponibles. En marzo de 1930 las letras de llamada se cambiaron a KBPS (para la Escuela Politécnica de Benson), con el William Allingham de la estación explicando que "las letras KFIF eran difíciles de pronunciar en la radio... y eran más difíciles de entender".
Durante el año escolar 1933-1934, se agregó programación destinada a estudiantes de escuelas primarias locales. KBPS fue transferida de la escuela al distrito escolar en el otoño de 1939. A partir de 1942, KBPS estaba al aire todos los días escolares de 11:00 a. m. a 1:00 p. m. y de 3:15 a 5:00 p. m. Varias de las escuelas de la ciudad tenían instrucción de producción de radio y preparaban transmisiones especiales para la estación. 
En marzo de 1941, con la implementación del Acuerdo Regional de Radiodifusión de América del Norte, la mayoría de las estaciones en 1420 kHz, incluida KBPS, pasaron como grupo a 1450 kHz. En 1929, KBPS había comenzado a compartir tiempo con otra estación de Portland, KXL. Después de que KXL pasó a 750 kHz en octubre de 1941, KBPS tenía horas de transmisión ilimitadas, pero debido a que no tenía suficiente programación para llenar el tiempo disponible, se le otorgó la licencia con un horario reducido como estación de "horarios específicos".
En 1947, la estación transmitía seis horas al día. Patricia Green Swenson asumió el cargo de directora general en este momento, cargo que ocupó hasta 1994.  En 1954, el horario de la estación era de 9 a. m. a 9 p. m. de lunes a viernes, que a veces se extendía para eventos deportivos que se realizaban tarde. 
A partir de 1994, un grupo de estudiantes de la Universidad Estatal de Portland empezó a alquilar tiempo en la estación KBPS para presentar un programa de radio universitario por 59 horas a la semana, desde las 5 p. m. hasta la medianoche de lunes a viernes y desde el mediodía hasta la medianoche los fines de semana. Esta programación utilizó la identificación "radio KPSU". El contrato se rescindió el 25 de junio de 2010, debido a la preocupación por la KBPS de que parte de la programación fuera inapropiada para una estación de escuela secundaria. 
El 1 de julio de 2012, KBPS suspendió sus operaciones durante el verano debido a recortes presupuestarios, pero volvió al aire ese mismo año. 

## Otras lecturas
- "Escuela Politécnica Benson", Estaciones propias de educación, SE Frost, Jr., 1937, páginas 32-33.
- "La radio en las escuelas públicas de Portland, Oregon: el desarrollo histórico de la radiodifusión educativa en las escuelas públicas de Portland, Oregon, y de la estación de radio de las escuelas, KBPS" (tesis doctoral) de Patricia L. Green Swenson, 1958.

- Datos: Q14708971